# Abaltzisketa
Abaltzisketa – gmina w Hiszpanii, w prowincji Gipuzkoa, w Kraju Basków, o powierzchni 11,18 km². W 2011 roku gmina liczyła 324 mieszkańców.